# Eisentrauts Spitzmaus
Nicht zu verwechseln mit Eisentrauts Waldspitzmaus (Myosorex eisentrauti).

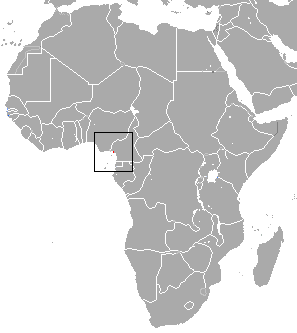
Verbreitungsgebiet von Eisentrauts Spitzmaus

Eisentrauts Spitzmaus (Crocidura eisentrauti) ist eine Spitzmausart aus der Gattung der Weißzahnspitzmäuse (Crocidura). Sie ist am Kamerunberg in Kamerun endemisch. Der Artname bezieht sich auf den deutschen Zoologen Martin Eisentraut (1902–1994), der im Februar 1954 die Typusexemplare gesammelt hatte.

## Merkmale
Eisentrauts Spitzmaus erreicht eine Kopf-Rumpf-Länge von 68 bis 78 mm, eine Schwanzlänge von 53 bis 62 mm, eine Hinterfußlänge von 11 bis 14 mm, eine Ohrenlänge von 6 bis 10 mm und ein Gewicht von 8 bis 11 g. Die Schädellänge beträgt 19,5 bis 20,4 mm und die Schädelbreite 8,4 bis 9,0 mm. Die gesamte Länge der oberen Zahnreihe vom ersten Schneidezahn bis zum dritten Mahlzahn beträgt 7,9 bis 8,8 mm. Das Fell ist weich und dicht. Die Fellhaare der Rückenmittellinie sind 4 bis 5 mm lang. Das Rückenfell ist braun bis zart rötlichbraun. An der Basalhälfte sind die Haare grau und an der terminalen Hälfte braun. Das Bauchfell ist grau-braun mit grauen Haaren an der Basis und hellbraunen bis graubraunen oder weißen Haarspitzen. Die Ohren sind dunkel, der vordere Teil ist teilweise mit Haaren verdeckt. Die Vorder- und Hinterfüße sind braun oder graubraun. Der Schwanz ist relativ lang und macht ungefähr 79 Prozent der Kopf-Rumpf-Länge aus. Er ist zweifarbig, braun an der Oberseite, hell oder weißlich an der Unterseite und zu 33 bis 50 Prozent mit Fell bedeckt. Der Schädel ist ziemlich flach und am hinteren Ende etwas erhöht. Der obere Schneidezahn ist klein und höckerig. Der erste Zahnhöcker ist groß und leicht gespitzt. Der zweite und der dritte Zahnhöcker sind fast gleich groß. Alle drei Zahnhöcker weisen einen schwach entwickelten Zahnwulst auf. Der Karyotyp und die Anzahl der Zitzen sind nicht bekannt.

## Lebensraum
Eisentrauts Spitzmaus bewohnt das alpine Grasland am Kamerunberg oberhalb der Waldgrenze in Höhenlagen zwischen 2000 und 3000 m. Der Lebensraum ist von Schefflera-Gewächsen dominiert.  

## Lebensweise und Fortpflanzungsverhalten
Über die Lebensweise von Eisentrauts Spitzmaus ist kaum etwas bekannt. Zwei schwangere Weibchen wurden im April erlegt. Ein Weibchen trug zwei Embryonen in sich, das andere drei.

## Status
Eisentrauts Spitzmaus ist nur von wenigen Exemplaren bekannt, die in den 1950er-Jahren und 1960er-Jahren von Henri Heim de Balsac und Martin Eisentraut gesammelt wurden. Sie hat ein sehr eingeschränktes Verbreitungsgebiet von ungefähr 10 km². Die IUCN stuft die Art in die Kategorie „gefährdet“ (vulnerable) ein. Bestandszahlen liegen nicht vor. Als größte potentielle Bedrohung gelten Vulkanausbrüche.